# Гвоздики жорсткі
Гвоздики жорсткі, гвоздика жорстка (Dianthus rigidus) — вид квіткових рослин з родини гвоздикових.

## Біоморфологічна характеристика
Це багаторічна рослина 10–40 см заввишки. Стебла сильно дерев'яніють. Листки вузьколінійні, внизу коротко запушені, вгорі голі. Чашечки 10–12 мм завдовжки. Пластинки пелюсток білуваті. Цвітіння: червень — липень.

## Проживання
Країни проживання: Україна, Росія, Казахстан.
В Україні вид росте на сухих схилах — у Криму, дуже рідко, у передгір'ї (околиці с. Тарки).